# Хронологія поширення COVID-19 (лютий 2020)

Анімаційна мапа поширення COVID-19 (12 січня — 26 лютого 2020)

Стаття описує поширення коронавірусу тяжкого гострого респіраторного синдрому-2, що спричинив спалах коронавірусної хвороби 2019, у лютому 2020 року. Уперше хвороба була зареєстрована в місті Ухань у КНР у грудні 2019 року.

## Хронологія пандемії

### 1 лютого
Ситуаційний звіт ВООЗ № 12: (Зверніть увагу, що звіти ВООЗ про ситуацію як офіційний звіт є самостійним документом.)
- Австралія повідомила про ще три випадки, включаючи перші два випадки в Південній Австралії, в результаті чого їх загальна кількість випадків досягла 12.[2]
- Японія повідомила про ще 3 випадки хвороби, загальна кількість випадків у країні зросла до 20.[3]
- Сінгапур підтвердив ще 2 випадки хвороби, загальна кількість випадків у країні зроста до 18.[4]
- Південна Корея підтвердила 12-й випадок коронавірусу в 49-річного китаця, який працював гідом у західному Сеулі.[5]
- Іспанія підтвердила свій перший випадок вірусу на острові Гомера з групи Канарських островів.[6]
- Сполучені Штати Америки повідомили про свій восьмий випадок хвороби в чоловіка з Бостона, який нещодавно повернувся до коледжу після поїздки до Уханя.[7]
- У В'єтнамі підтверджено шостий випадок хвороби у провінції Кханьхоа, що є ще одним випадком місцевої передачі через прямий контакт.[8]

### 2 лютого
Ситуаційний звіт ВООЗ № 13:
- Індія повідомила про другий випадок хвороби.[10]
- На Філіппінах оголосили про першу підтверджену смерть від COVID-19 за межами материкового Китаю. Смерть зареєстрована в 44-річного чоловіка, який був товаришем першого підтвердженого випадку в країні; обидва є громадянами Китаю з Уханя, які прибули в країну через Гонконг 21 січня. Перед смертю 1 лютого він був у стабільному стані.[11]
- Південна Корея повідомила про ще 3 випадки хвороби, загальна кількість випадків зросла до 15.[12]
- Об'єднані Арабські Емірати повідомили про свій п'ятий випадок хвороби.[13]
- Сполучені Штати Америки підтвердили ще 3 випадки хвороби, всі в Каліфорнії, загальна кількість випадків зросла до 11.[14][15] Двоє німців на борту евакуаційного рейсу з Уханя дали позитивний результат тесту на коронавірус, збільшивши кількість випадків у рейсі до 12.[16]
- У В'єтнамі повідомили про сьомий випадок зараження COVID-19 — американець в'єтнамського походження, який мав двогодинну зупинку в аеропорту Уханя.[17]

### 3 лютого
Ситуаційний звіт ВООЗ № 14:
Кількість смертей у Хубеї за межами Уханя досягла 101.
За даними ВООЗ, за останні 24 години випадків захворювання в нових країнах не було.
- Індія підтвердила свій третій випадок у Кералі.[19]
- У В'єтнамі повідомили про восьмий випадок COVID-19 у жінки, яка летіла одним рейсом із 3 іншими підтвердженими випадками хвороби.[20]

### 4 лютого
Ситуаційний звіт ВООЗ № 15:
- Бельгія підтвердила свій перший випадок, загальна кількість випадків у Європейському Союзі зросла до 24.[22]
- Канада повідомила про один імовірний випадок у Британській Колумбії, загальна кількість випадків зросла до 5.[23]
- Гонконг підтвердив свою першу смерть — 39-річного хворого, 13-й підтверджений випадок у місті.[24]
- Малайзія підтвердила ще 2 випадки COVID-19, серед яких був громадянин Малайзії, загальна кількість випадків зросла до 10.[25]
- Сінгапур підтвердив ще 6 випадків хвороби, у тому числі перші 4 випадки з місцевою передачі вірусу, загальна кількість випадків зросла до 24. Два інших прибули з евакуаційного літака з Уханя.[26]
- Південна Корея підтвердила свій 16-ий випадок хвороби після повернення туриста з Таїланду, який став першим інфікованим у країні.[27]
- Таїланд підтвердив ще 6 випадків хвороби, загальна кількість випадків зросла до 25.[28]
- В'єтнам повідомив про свій дев'ятий і десятий випадок COVID-19, включаючи в'єтнамця, який летів одним рейсом із 4 іншими хворими.[29]

### 5 лютого
Ситуаційний звіт ВООЗ № 16:
- У Китаї в Ухані станом на той день повідомлено про 10117 випадків хвороби, перевищивши поріг у 10 тисяч випадків.[31] У Тяньцзіні повідомлено про першу смерть. Китайські експерти заявили, що тестування нуклеїнової кислоти виявило лише 30–50 % позитивних випадків.[32]
- Гонконг підтвердив ще 3 випадки хвороби, загальна кількість випадків зросла до 21.[33]
- Японія підтвердила 10 нових випадків зараження на круїзному лайнері Diamond Princess поблизу Йокогами, який знаходився на карантині, внаслідок чого загальна кількість випадків зросла до 35. На борту було понад 3500 осіб, які пройшли тестування.[34]
- Малайзія повідомила про ще 2 випадки хвороби, загальна кількість випадків зросла до 12.[35]
- Філіппіни підтвердили свій третій випадок хвороби, 60-річну жінку з китайського міста Ухань.[36]
- Сінгапур підтвердив ще 4 випадки хвороби, включаючи шестимісячного сінгапурця, загальна кількість випадків зросла до 28.[37]
- Південна Корея підтвердила ще 2 випадки хвороби, у тому числі пацієнта, який повернувся з Сінгапуру, загальна кількість випадків хвороби зросла до 18.[38][39] Пізніше було повідомлено про ще один випадок, після чого загальна кількість випадків зросла до 19.[40]
- У Сполучених Штатах Америки представники охорони здоров'я штату Вісконсин повідомили про перший випадок хвороби в цьому штаті.[41]

### 6 лютого
Ситуаційний звіт ВООЗ № 17:
- Канада оголосила про 2 ймовірні випадки хвороби в Британській Колумбії, загальна кількість випадків зросла до 7.[43]
- У Китаї в Чжецзяні було підтверджено понад 1000 випадків хвороби, який став першою провінцією за рівнем поширення хвороби, крім Хубея.[44] Лікар Лі Веньлян, який повідомив своїх колег у приватному чаті в соціальних мережах про коронавірус, помер від коронавірусної хвороби.[45]
- Німеччина підтвердила свій 13-й випадок, а Італія підтвердила третій, загальна кількість підтверджених випадків у Європі зросла до 31.[46]
- Гонконг підтвердив ще 3 випадки хвороби, загальна кількість випадків зросла до 24.[47]
- Японія підтвердила ще 10 нових випадків з круїзного судна Diamond Princess, яке знаходилося на карантині в Йокогамі, загальна кількість випадків зросла до 45.[48]
- Малайзія підтвердила ще 2 випадки хвороби, загальна кількість випадків зросла до 14. Один із випадків був з місцевою передачею вірусу, першим у Малайзії.[49][50]
- Сінгапур підтвердив ще 2 випадки хвороби, загальна кількість випадків зросла до 30.[51]
- Південна Корея підтвердила ще 4 випадки хвороби, загальна кількість випадків зросла до 23.[52]
- Південна Корея підтвердила ще 4 випадки хвороби, загальна кількість випадків зросла до 23.[52]
- Тайвань повідомив про ще 3 випадки хвороби, загальна кількість випадків зросла до 16.[53]
- У Великій Британії підтверджено третій випадок хвороби у хворого, який відвідав Сінгапур.[54]
- Хвора з Сан-Хосе у штаті Каліфорнія, стала першою смертю від COVID-19 у США, виявленою до квітня 2020 року. Вона померла вдома без будь-яких відомостей про недавні закордонні поїздки після зовсім звичайного захворювання на грип наприкінці січня, потім одужання, віддалена робота, і раптово померла 6 лютого. Розтин від 7 лютого[55] був завершений у квітні (після тестів на вірус у зразках тканин), і визначив причиною смерті трансмуральну ішемію міокарда (інфаркт) із незначним компонентом міокардиту внаслідок інфекції COVID-19. Її випадок вказує на те, що передача вірусу в США відбувалася непомітно, найімовірніше з грудня 2019 року.[56][57][58][59][60]
- В'єтнам підтвердив ще 2 випадки хвороби, загальна кількість випадків зросла до 12.[61]

### 7 лютого
Ситуаційний звіт ВООЗ № 18:
- Китай
  - Провінція Гуандун підтвердила понад 1000 випадків загалом, ставши другою провінцією за кількістю випадків за межами Хубея, і повідомила про першу смерть.[63]
  - Ухань повідомив про ще 67 смертей, внаслідок чого загальна кількість померлих від коронавірусу досягла 545; в інших містах Хубея загалом повідомили про 14 смертей, кількість померлих у провінції досягла 154.[64]
- Ще 41 пасажир отримав позитивний тест на коронавірус на круїзному лайнері Diamond Princess, унаслідок чого загальна кількість випадків хвороби в Японії досягла 86.[65]
- Німеччина повідомила про свій 14-ий випадок хвороби.[66]
- Гонконг підтвердив ще 2 випадки хвороби, загальна кількість випадків зросла до 26.[67]
- Малайзія підтвердила ще один випадок хвороби в туриста, який прибув із Сінгапуру, загальна кількість випадків зросла до 15.[68][69]
- Сінгапур підтвердив ще 3 випадки хвороби, загальна кількість випадків зросла до 33. Більшість із цих випадків спочатку були невідомого походження, через що рівень системи реагування на спалахи захворювань (DORSCON) підвищився до оранжевого.[70][71][72]
- Південна Корея підтвердила ще один випадок хвороби, загальна кількість випадків зросла до 24.[73]
- В'єтнам підтвердив ще один випадок хвороби, загальна кількість випадків зросла до 13.[74]

### 8 лютого
Ситуаційний звіт ВООЗ № 19:
- Китай:
  - Ухань підтвердив ще 63 смерті, загальна кількість померлих у місті зросла до 608[76]; серед них громадянин Японії та громадянина США, які померли цього дня.[77][78]
  - Хенань стала третьою провінцією, крім Хубея, яка повідомила про понад 1000 випадків хвороби.[79] У країні кількість випадків за межами Хубея перевищила 10 тисяч.[80]
  - Уперше аерозоль підтверджено як засіб передачі вірусу.[81][82]
  - Пекін повідомив про перший тип випадку, пов'язаного з пацієнтом, який отримав позитивний результат після трьох негативних результатів тестування, а в Цінтяні в провінції Чжецзян повідомилив про випадок, коли хворий отримав позитивний результат лише після п'ятого тестування.[83]
- Франція підтвердила 5 випадків хвороби, пов'язаних з британськими громадянами, загальна кількість випадків зросла до 11.[84]
- У Японії виявили ще 3 випадки хвороби на круїзному судні Diamond Princess, внаслідок чого загальна кількість випадків у Японії досягла 89.[85]
- Малайзія підтвердила ще один випадок хвороби, загальна кількість випадків зросла до 16.[86]
- Сінгапур підтвердив ще 7 випадків хвороби, загальна кількість випадків зросла до 40.[87]
- Таїланд підтвердив 7 нових випадків хвороби, загальна кількість випадків зросла до 32.[88]
- Об'єднані Арабські Емірати підтвердили ще 2 випадки хвороби, загальна кількість випадків зросла до 7.[89]

### 9 лютого
Ситуаційний звіт ВООЗ № 20:
- Станом на цей день у КНР підтверджено 40213 випадків хвороби, перевищивши показник у 40 тисяч, з яких 29631 було в Хубеї.[91] Кількість смертей від коронавірусу в Китаї зросла до 811, перевищивши кількість смертей від епідемії SARS з 2002 по 2003 рік.[92]
- У Гонконзі підтверджено ще 10 випадків хвороби, 9 з яких зареєстровані в одній сім'ї, внаслідок чого загальна кількість випадків досягла 36.[93]
- Малайзія підтвердила ще один випадок хвороби, загальна кількість випадків зросла до 17.[94]
- Сінгапур підтвердив ще 3 випадки хвороби, загальна кількість випадків зросла до 43.[95][96]
- Південна Корея повідомила про 3 нових випадки зараження вірусом, внаслідок чого загальна кількість випадків хвороби в країні досягла 27.[97]
- Іспанія підтвердила другий випадок хвороби в країні в Пальмі-де-Майорці.[98]
- Тайвань підтвердив вісімнадцятий випадок хвороби.[99]
- Велика Британія підтвердила четвертий випадок хвороби в країні.[100]
- У В'єтнамі підтвердили 14-ий випадок , 55-річна жінка у провінції Віньфук.[101]
- На борту круїзного судна Diamond Princess було підтверджено ще 6 випадків хвороби, внаслідок чого загальна кількість випадків на кораблі досягла 70, причому в Японії було 96 випадків хвороби.[102][103]

### 10 лютого
Ситуаційний звіт ВООЗ № 21:
- Гонконг підтвердив ще 6 випадків хвороби, загальна кількість випадків зросла до 42.[105]
- Японія підтвердила ще 65 випадків на круїзному лайнері Diamond Princess, загальна кількість випадків зросла до 135.[106][107]
- Малайзія підтвердила ще один випадок хвороби у громадянина країни, загальна кількість випадків зросла до 18.[108]
- Сінгапур підтвердив ще 2 випадок хворобии, включаючи офіцера допоміжних поліцейських сил «Certis», який забезпечував дотримання карантинних заходів, загальна кількість випадків зросла до 45.[109]
- Об'єднані Арабські Емірати підтвердили восьмий випадок хвороби у громадянина Індії.[110]
- У Великій Британії було підтверджено 4 додаткові випадки хвороби, загальна кількість випадків зросла до 8. Висловлена думка, що передача вірусу в цих випадках відбулася у Франції.[111][112]
- Сполучені Штати Америки підтвердили 13-ий випадок хвороби в країні в Сан-Дієго у хворого, якого евакуювали з Уханя.[113]

### 11 лютого
Ситуаційний звіт ВООЗ № 22:
- Німеччина підтвердила ще 2 випадки хвороби, загальна кількість випадків зросла до 16.[115]
- Гонконг підтвердив ще 7 випадків хвороби, загальна кількість випадків зросла до 49.[116]
- Сінгапур підтвердив ще 2 випадки хвороби, загальна кількість випадків зросла до 47.[117]
- Південна Корея підтвердила ще один випадок хвороби в 30-річної китаянки, загальна кількість випадків зросла до 28.[118]
- Таїланд підтвердив один новий випадок хвороби, загальна кількість випадків у країні зросла до 33.[119]
- У В'єтнамі підтверджено 15-й випадок захворювання — тримісячна дитина, яку заразила бабуся.[120]
- ВООЗ дав хворобі нову назву — COVID-19.[121][122] Крім того, сам вірус названий SARS-CoV-2.

### 12 лютого
Ситуаційний звіт ВООЗ № 23:
- Гонконг підтвердив ще один випадок хвороби, загальна кількість випадків зросла до 50.[124][125]
- Японія підтвердила ще 39 випадків хвороби на Diamond Princess, включно з одним карантинним офіцером, внаслідок чого загальна кількість випадків зросла до 174.[126] Інший випадок був зареєстрований у самій Японії, загальна кількість випадків зросла до 29.[127][128]
- Сінгапур підтвердив ще 3 випадки, загальна кількість випадків зросла до 50.[129] Раніше 300 співробітників «DBS Bank» попросили евакуюватися з офісу в вежі «Marina Bay» у «Financial Center Tower 3» внаслідок виявлення підтвердженого випадку хвороби.[130]
- У Сполученому Королівстві підтвердили перший випадок у Лондоні, внаслідокі чого загальна кількість випадків у країні досягла 9.[131][132]
- Сполучені Штати Америки підтвердили ще один випадок хвороби, загальна кількість випадків зросла до 14.[133]

### 13 лютого
Ситуаційний звіт ВООЗ № 24:
- Японія підтвердила ще 4 випадки хвороби, загальна кількість випадків зросла до 33.[135] Одночасно було підтверджено 44 нові випадки на круїзному судні Diamond Princess, внаслідок чого загальна кількість випадків сягнула 218.[136] Пізніше Японія підтвердила свою першу смерть від коронавірусної хвороби.[137][138]
- Гонконг підтвердив ще 3 випадки хвороби, загальна кількість випадків зросла до 53.[139]
- Малайзія підтвердила ще один випадок хвороби, загальна кількість випадків зросла до 19.[140]
- Сінгапур підтвердив ще 8 випадків хвороби, загальна кількість випадків зросла до 58. Школа Національного університету Сінгапуру як запобіжний захід запровадила електронне навчання з 14 по 21 лютого після того, як один із випадків був зареєстрований у професора.[141]
- У Сполучених Штатах Америки Центри з контролю та профілактики захворювань підтвердив 15-ий випадок зараження коронавірусом у США: евакуйований з Уханя перебував на карантині на військовій базі в Техасі.[142]
- У В'єтнамі підтвердили 16-ий випадок хвороби в країні.[143]

#### Розбіжність у кількості випадків
Того ж дня провінція Хубей повідомила про 14840 нових підтверджених випадків хвороби, що майже в 10 разів більше, ніж у попередній день, а кількість смертей збільшилася більш ніж удвічі до 242. Це сталося через зміну у визначенні, яке включало клінічний (радіологічний) діагноз пацієнтів. Всесвітня організація охорони здоров'я зазначила, що для послідовності вона повідомлятиме лише про кількість лабораторно підтверджених випадків.

### 14 лютого
Ситуаційний звіт ВООЗ № 25:
- Канада підтвердила п'ятий імовірний випадок у Британській Колумбії, загальна кількість випадків у країні зросла до 8.[149]
- Єгипет підтвердив перший випадок хвороби в країні в іноземця неповідомленого громадянства. Це був перший випадок хвороби на африканському континенті.[150]
- Гонконг підтвердив ще 3 інфікування, загальна кількість випадків хвороби зросла до 56.[151]
- Японія підтвердила ще 4 випадки хвороби, загальна кількість випадків зросла до 37.[152]
- Сінгапур підтвердив ще 9 випадків хвороби, загальна кількість випадків зросла до 67.[153]

### 15 лютого
Ситуаційний звіт ВООЗ № 26:
- У Франції підтверджено першу смерть за межами Азії — 80-річного китайського туриста у Франції. Країна також підтвердила 12-ий випадок хвороби.[155][156]
- Японія підтвердила 9 нових підтверджених випадків хвороби не на борту круїзного судна Diamond Princess.[157] Також підтверджено 67 нових випадків хвороби на борту Diamond Princess, загальна кількість випадків на кораблі зросла до 285.[158][159]
- Малайзія підтвердила ще 3 випадки хвороби, включно з американським пасажиром круїзного лайнера MS Westerdam, що прибув з Камбоджі, загальна кількість випадків зросла до 22.[160][161][162]
- Сінгапур підтвердив ще 5 випадків хвороби, загальна кількість випадків зросла до 72.[163]
- Таїланд підтвердив ще один випадок хвороби, загальна кількість випадків зросла до 34.[164]

### 16 лютого
Ситуаційний звіт ВООЗ № 27:
- Гонконг підтвердив один новий випадок хвороби, загальна кількість випадків зросла до 57.[166]
- Японія підтвердила 6 нових випадків хвороби, внаслідок чого загальна кількість хворих, які не були на борту Diamond Princess, досягла 59.[167] На Diamond Princess було підтверджено 70 нових випадків хвороби, кількість випадків на кораблі зросла до 355.[168]
- Сінгапур підтвердив ще 3 випадки хвороби, загальна кількість випадків зросла до 75.[169]
- Південна Корея підтвердила ще один випадок хвороби, загальна кількість випадків зросла до 29.[170]
- У Тайвані підтвердили першу смерть від COVID-19 у чоловіка віком 60 років. Крім того, було підтверджено 2 нових випадки хвороби, загальна кількість випадків зросла до 20.[171][172]
- Об'єднані Арабські Емірати підтвердили ще один випадок хвороби в 37-річного громадянина Китаю, загальна кількість випадків зросла до 9.[173]

### 17 лютого
Ситуаційний звіт ВООЗ № 28:
- Гонконг підтвердив ще 3 випадки хвороби, загальнуа кількість випадків зросла до 60.[175]
- Японія підтвердила 7 нових випадків хвороби, загальна кількість інфікованих, які не були на борту Diamond Princess, зросла до 66. На борту Diamond Princess в Японії підтвердили 99 нових випадків хвороби, загальна кількість інфікованих на круїзному лайнері зросла до 454.[176]
- Сінгапур підтвердив ще 2 випадки хвороби, загальна кількість випадків зросла до 77.[177]
- Південна Корея підтвердила ще один випадок хвороби, загальна кількість випадків зросла до 30.[178]
- Тайвань підтвердив ще 2 випадки хвороби, загальна кількість випадків зросла до 22.[179]
- Таїланд підтвердив ще один випадок хвороби, загальна кількість випадків зросла до 35.[180]
- У Сполучених Штатах Америки зареєстрована друга відома смерть від COVID-19 внаслідок невідомої (місцевої) передачі 69-річному чоловікові в окрузі Санта-Клара в Каліфорнія. Ця смерть була пов'язана з COVID-19 у квітні після проведеного пізніше розтину.[56][59]

### 18 лютого
Ситуаційний звіт ВООЗ № 29:
- Гонконг підтвердив ще 2 випадки хвороби, загальна кількість випадків зросла до 62.[182]
- Японія підтвердила ще 8 випадків хвороби по всій країні, загальнау кількість випадків зросла до 74. У той же час було підтверджено 88 нових випадків на борту круїзного судна Diamond Princess, загальна кількість випадків на кораблі зросла до 542.[183]
- Сінгапур підтвердив ще 4 випадки хвороби, загальна кількість випадків зросла до 81.[184]
- Південна Корея підтвердила ще один випадок хвороби, загальна кількість випадків зросла до 31.[185]

### 19 лютого
Ситуаційний звіт ВООЗ № 30:
- У Гонконзі підтвердили другу смерть від коронавірусної хвороби. Крім того, було підтверджено 3 нових випадки хвороби, внаслідок чого загальна кількість випадків хвороби досягла 65.[187]
- Іран підтвердив перші 2 випадки зараження, які призвели до смерті.[188]
- Сінгапур підтвердив ще 3 випадки хвороби, загальна кількість випадків зросла до 84.[189]
- Південна Корея підтвердила ще 20 випадків хвороби, загальна кількість випадків зросла до 51, причому більшість цих заражень сталися в церкві в Тегу.[190]
- Тайвань підтвердив ще один випадок хвороби, загальна кількість випадків зросла до 23.[191]
- Пасажири почали висаджуватися з Diamond Princess, одного з круїзних лайнерів, на якому зареєстровано спалах коронавірусної хвороби. Велика кількість інфікованих пасажирів викликала сумніви щодо ефективності карантинних заходів.[192] На круїзному лайнері було підтверджено ще 79 випадків хвороби, внаслідок чого загальна кількість випадків досягла 621.[193]

### 20 лютого
Ситуаційний звіт ВООЗ № 31:
- Канада підтверила ще один випадок хвороби в жінки, яка нещодавно відвідала Іран, загальна кількість випадків зросла до 9.[195]
- Гонконг підтвердив ще 4 випадки хвороби, загальна кількість випадків зросла до 69.[196]
- Іран підтвердив ще 3 випадки хвороби, загальна кількість випадків зросла до 5.[197]
- Японія підтвердила ще 10 випадків місцевої передачі інфекції, загальна кількість випадків зросла до 94.[198]
- Сінгапур підтвердив ще один випадок хвороби, загальна кількість випадків зросла до 85.[199]
- Південна Корея підтвердила ще 53 випадки хвороби, загальна кількість випадків зросла до 104. Також підтверджено першу смерть від коронавірусу.[200][201]
- Тайвань підтвердив ще один випадок хвороби, загальна кількість випадків зросла до 24.[202]
- Сполучені Штати Америки підтвердили ще один випадок хвороби в Каліфорнії, загальна кількість випадків зросла до 16.[203]
- Було підтверджено 2 смерті на борту круїзного лайнера Diamond Princess разом із ще 13 випадками хвороби, загальна кількість випадків на кораблі зросла до 634.[200]

### 21 лютого
Ситуаційний звіт ВООЗ № 32:
- Австралія підтвердила ще 4 випадки хвороби, пов'язані з евакуйованими з круїзного лайнера Diamond Princess, загальна кількість випадків зросла до 19.[205]
- Ізраїль також підтвердив перший випадок хвороби, евакуйований з Diamond Princess.[206][207]
- Італія підтвердила 17 випадків хвороби, загальна кількість випадків зросла до 20. Влада країни також повідомила про першу смерть, 78-річного чоловіка.[208][209][210][211][212]
- Іран повідомив про 13 нових випадків хвороби, загальна кількість випадків зросла до 18. Також було підтверджено ще 2 смерті.[207]
- Японія підтвердила ще 15 випадків хвороби, загальна кількість випадків зросла до 109.[213]
- Ліван підтвердив перший випадок хвороби в країні.[207]
- Сінгапур підтвердив ще один випадок, загальна кількість випадків зросла до 86.[214]
- Південна Корея підтвердила ще 100 випадків хвороби, загальна кількість випадків зросла до 204.[215] Країна також повідомила про другу смерть.[216]
- Тайвань підтвердив ще 2 випадки хвороби, загальна кількість випадків зросла до 26.[217]
- Об'єднані Арабські Емірати підтвердили ще 2 випадки хвороби, загальна кількість випадків зросла до 11.[218]
- Сполучені Штати Америки підтвердили ще 20 випадків хвороби, загальна кількість випадків зросла до 35.[219] Крім того, Асоціація лабораторій громадського здоров'я (APHL) повідомила, що лише 3 штати можуть проводити тестування на коронавірус: Каліфорнія, Небраска та Іллінойс.[220]

Крім того, цього дня стався перший відомий випадок COVID-19 у Новій Зеландії, про нього було повідомлено заднім числом 23 вересня.

### 22 лютого
Ситуаційний звіт ВООЗ № 33:
- Австралія підтвердила ще 3 випадки хвороби, загальна кількість випадків зросла до 22.[223]
- Гонконг підтвердив ще один випадок хвороби, загальна кількість випадків зросла до 70.[224]
- Іран підтвердив ще 10 випадків хвороби, загальна кількість випадків зросла до 28. Також було підтверджено п'яту смерть.[225]
- Італія підтвердила ще 59 випадків хвороби у 3 різних адміністративних регіонах, загальна кількість випадків зросла до 79, що зробило Італію європейською країною з найбільшою кількістю випадків зараження коронавірусом[226]. Також було підтверджено другу смерть жінки в Ломбардії.[227]
- Японія підтвердила ще 26 випадків хвороби, загальна кількість випадків зросла до 135.[228]
- Сінгапур підтвердив ще 3 випадки хвороби, загальна кількість випадків зросла до 89.[229]
- Південна Корея підтвердила ще 229 випадків хвороби, загальна кількість випадків зросла до 433.[230] Виникло занепокоєння тим, що 9 туристів із Південної Кореї могли стати причиною масового зараження в Ізраїлі.[231]
- Об'єднані Арабські Емірати підтвердили ще 2 випадки хвороби, загальна кількість випадків зросла до 13.[232]
- Зразок сечі пацієнта виявився позитивним на коронавірус..[233]
- Аналіз генома показав, що вірус на ринку морепродуктів Хуанань походив з-за його меж.[234]

### 23 лютого
Ситуаційний звіт ВООЗ № 34:
- Канада підтвердила ще один імовірний випадок хвороби в Онтаріо. Зразки були надіслані до Національної мікробіологічної лабораторії для подальшого тестування, загальна кількість випадків зросла до 10.[236][237]
- Гонконг підтвердив ще 4 випадки хвороби, загальна кількість випадків зросла до 74.[238]
- Іран підтвердив ще 15 випадків хвороби і ще 2 смерті, загальна кількість зросла до 43 і 8 відповідно.[239]
- Ізраїль підтвердив ще один випадок, який був пасажиром круїзного лайнера, загальна кількість випадків у країні зросла до 2.[240]
- Італія підтвердила 73 нових випадки хвороби, загальна кількість випадків зросла до 152 у 5 різних адміністративних регіонах.[241] Також повідомлено про третю смерть.[242] На той час Італія була третьою країною у світі за кількістю випадків після Китаю та Південної Кореї.[241]
- Південна Корея підтвердила ще 169 випадків хвороби, загальна кількість випадків зросла до 602. Також було підтверджено ще 4 смерті, загальна кількість смертей зросла до 6.[243][244]
- Тайвань підтвердив ще 2 випадки хвороби, загальна кількість випадків зросла до 28.[245]
- Велика Британія підтвердила 4 нові випадки хвороби, всі в евакуйованих з круїзного лайнера Diamond Princess, загальна кількість випадків зросла до 13.[246]
- На борту Diamond Princess було зареєстровано ще 57 випадків хвороби, загальна кількість випадків зросла до 691. Було також підтверджено одну смерть, пов'язану з круїзним лайнером, кількість яких зросла до 3.[247]

### 24 лютого
Ситуаційний звіт ВООЗ № 35:
- Афганістан підтвердив перший випадок хвороби в країні в особи, яка нещодавно повернулася з іранського міста Кум.[249]
- Бахрейн підтвердив перший випадок хвороби в країні у громадянина Бахрейну, який їздив до Ірану.[250]
- Канада підтвердила ще один випадок у Британській Колумбії, загальна кількість випадків зросла до 11.[251]
- Гонконг підтвердив ще 7 випадків хвороби, загальна кількість випадків зросла до 81.[252]
- Іран підтвердив ще 18 випадків хвороби, загальна кількість випадків зросла до 61. Також у країні було зареєстровано ще 4 смерті, загальна кількість смертей зросла до 12.[253]
- Ірак підтвердив перший випадок хвороби в країні в студента з Ірану.[254]
- Італія підтвердила 74 нових випадки хвороби, загальна кількість випадків зросла до 229 у 6 різних адміністративних регіонах.[255] Також було підтверджено ще 4 смерті, загальна кількість смертей зросла до 7.[256]
- Кувейт повідомив про перші випадки хвороби в 5 осіб, які прибули з іранського міста Мешхед.[257]
- Оман підтвердив перші випадки хвороби у двох жительок країни, які прибули з Ірану.[258][259]
- Сінгапур підтвердив ще один випадок хвороби, загальна кількість випадків зросла до 90.[260]
- Південна Корея підтвердила ще 231 випадок хвороби, загальна кількість випадків зросла до 833. Також було підтверджено сьому смерть.[261]
- Іспанія підтвердила третій випадок хвороби в італійця на острові Тенерифе на Канарських островах.[261]
- Тайвань підтвердив ще 2 випадки хвороби, загальна кількість випадків зросла до 30.[262]
- Сполучені Штати Америки підтвердили ще 18 випадків хвороби, включаючи евакуйованих пасажирів з круїзного лайнера, загальна кількість випадків зросла до 53.[263]
- Пацієнтка з провінції Сичуань отримала позитивний результат на коронавірус лише на дев'ятому тесті.[264]

### 25 лютого
Ситуаційний звіт ВООЗ № 36:
- Алжир повідомив про перший випадок хвороби в країні в італійця, який прибув до країни 17 лютого.[266]
- Австрія повідомила про перші два випадки зараження коронавірусом у двох італійців, які жили в Тіролі.[267][268]
- Бахрейн підтвердив другий випадок хвороби в країни у жительки країни, яка прибула з Ірану через міжнародний аеропорт Дубая.[269] Пізніше кількість підтверджених випадків зросла до 8, додалися 2 чоловіки з Бахрейну та 4 жінки з Саудівської Аравії.[270] Пізніше того ж дня Бахрейн оновив кількість випадків до 17, причому всі інфіковані прибули з Ірану.[271] Пізніше загальна кількість випадків знову зросла до 23, знову ж таки всі хворі прибули з Ірану.[272]
- Міністерство охорони здоров'я Бразилії повідомило про перший випадок коронавірусної хвороби в країні та Південній Америці в 61-річного чоловіка із Сан-Паулу, який їздив до Ломбардії в Італії між 9 та 21 лютого. У нього був легкий перебіг хвороби, і він перебував удома на карантині; підтверджувальний тест також був позитивним.[273][274]
- Хорватія повідомила про свій перший випадок хвороби: у столиці країні Загребі госпіталізували хворого, який їздив до Італії, та перебував у Мілані.[275]
- Франція повідомила про 2 нові випадки хвороби: один у француза, який повернувся з поїздки в регіон Ломбардія в Італії; інший у молодої китаянки, яка повернулась до Франції після поїздки до Китаю. Внаслідок цього загальна кількість випадків хвороби в країні зросла до 14.[276]
- У Німеччині в землі Північний Рейн-Вестфалія було виявлено випадок хвороби в особи, яка нещодавно повернулася з Італії, таким чином загальна кількість випадків у країні зросла до 17. Пізніше було підтверджено, що ще в одної особи був позитивний тест на коронавірус, загальна кількість випадків зросла до 18.[277]
- Гонконг підтвердив ще 3 випадки хвороби, загальна кількість випадків зросла до 84.[278]
- Іранські офіційні особи підтвердили, що офіційно кількість померлих становила 16. Зареєстровано ще 34 випадки хвороби, загальна кількість випадків зросла до 95.[279] Того ж дня іранський депутат Махмуд Садегі підтвердив, що він отримав позитивний результат на коронавірус[280] разом із заступником міністра охорони здоров'я Іраджем Харірчі, який напередодні брав участь у прес-конференції щодо боротьби Ірану з коронавірусом.[281]
- Ірак підтвердив ще 5 випадків хвороби — в іранського студента і сім'я з 4 осіб, які прибули з Ірану, внаслідок чого загальна кількість випадків зросла до 6.[282]
- В Італії підтверджено 94 нові випадки хвороби, загальна кількість випадків зросла до 323 у 9 різних адміністративних регіонах. Було також підтверджено ще 3 смерті, загальна кількість смертей зросла до 10.[283] Пізніше цього дня кількість смертей зросла до 4, а загальна кількість смертей зросла до 11.[284]
- Кувейт підтвердив 4 нові випадки хвороби, всі вони були особами, які повернулися з Ірану, внаслідок чого загальна кількість випадків зросла до 9.[285]
- Оман підтвердив 2 нові випадки хвороби, внаслідок чого загальна кількість випадків зросла до 4. Обидва нові випадки були пов'язані з поїздкою до Ірану.[286]
- Сінгапур підтвердив ще один випадок хвороби, загальна кількість випадків зросла до 91.[287]
- Південна Корея підтвердила ще 144 випадки хвороби, загальна кількість випадків зросла до 977. Було також підтверджено ще 4 смерті, загальна кількість померлих зросла до 11.[288] Серед інфікованих був член екіпажу «Korean Air».[289]
- На іспанському острові Тенерифе з групи Канарських островів у 2 жителів готелю з Італії виявили коронавірус.[290] Це призвело до того, що сотні гостей готелю «H10 Costa Adeje Palace» були ізольовані, щоб полегшити проведення тестування, та зупинити поширення хвороби.[290] Пізніше того ж дня було повідомлено про перший випадок на материковій частині Іспанії: хворобу виявили в Барселоні в жінки з Каталонії, яка нещодавно повернулася з Італії.[291] Сьомий випадок був підтверджений пізно ввечері регіональним урядом Мадрида.[292]
- Уряд Швейцарії повідомив про перше зараження в країні.[293][294]
- Тайвань підтвердив ще один випадок хвороби в 11-річного хлопчика, загальна кількість випадків зросла до 31.[295]
- У Таїланді повідомили про ще 2 випадки хвороби, внаслідок чого загальна кількість випадків зросла до 37. 2 нові випадки, обидва громадяни Таїланду, були особи, які перебували під наглядом внаслідок контактів з особами, які їздили до країн із ризиком інфікування.[296]
- Була підтверджена четверта смерть, пов'язана з Diamond Princess.[297]

### 26 лютого
Ситуаційний звіт ВООЗ № 37:
- Генеральний директор ВООЗ Тедрос Аданом Гебреїсус зазначив, що «14 країн, у яких були випадки хвороби, не повідомляли про її випадок більше тижня, і, що ще важливіше, 9 країн не повідомляли про випадок хвороби більше 2 тижнів: Бельгія, Камбоджа, Фінляндія, Індія, Непал, Філіппіни, Росія, Шрі-Ланка та Швеція».[299]
- Австралія підтвердила ще один випадок хвороби, загальна кількість випадків зросла до 23.[300]
- Бахрейн підтвердив 3 нові випадки хвороби, загальна кількість випадків зросла до 26.[301] Пізніше ввечері було підтверджено ще 7 випадків хвороби, загальна кількість випадків зросла до 33.[302]
- Канада підтвердила новий випадок хвороби в Торонто у жінки, яка їздила до Ірану, загальна кількість випадків хвороби в країні зросла до 12.[303][304]
- Хорватія підтвердила другий і третій випадки хвороби в країні, другий був братом-близнюком першого хворого[305], а третій був чоловіком, який працював в місті Парма в Італії.[306]
- Фінляндія повідомила про другий випадок хвороби в країні.[307]
- Франція підтвердила 3 нових випадки хвороби, кількість випадків зросла до 17. Було також повідомлено про другу смерть, 60-річного француза, якому хворобу діагностували напередодні ввечері.[308] Пізніше було повідомлено про 18-ий випадок хвороби.[309]
- Грузія повідомила про свій перший випадок у країні в уродженця Грузії, який приїхав з Ірану.[310]
- Німеччина повідомила про 5 нових випадків хвороби.[311] До кінця дня загальна кількість випадків у країні зросла до 27.[312]
- Греція підтвердила перший випадок хвороби в країні в 38-річної жінки, яка нещодавно їздила до Італії.[313]
- Гонконг повідомив про 6 нових випадків хвороби, у тому числі 16-річного хлопчика та його 21-річну сестру, які обоє перебували на борту Diamond Princess, загальна кількість випадків зросла до 91.[314]
- Італія підтвердила 51 новий випадок хвороби, загальна кількість випадків зросла до 374. Країна також підтвердила 12-ту смерть від коронавірусу.[315] Увечері вони повідомила про 27 нових випадків хвороби[316], а потім ще про 54 випадки, причому 2 попередні випадки були визнані хибнопозитивними.[317]
- Іран підтвердив ще 4 смерті, загальна кількість випадків зросла до 19. Було підтверджено ще 44 випадки хвороби, загальна кількість випадків зросла до 139.[318]
- Японія підтвердила другу смерть від коронавірусу.[319] Також повідомлено про 5 нових підтверджених випадків у Нагої. Пізніше була підтверджена третя смерть.[320]
- Кувейт повідомив, що загальна кількість підтверджених випадків зросла до 12 з одним новим випадком. Пізніше того ж дня країна підтвердила, що загальна кількість випадків зросла до 25.[321]
- Ліван підтвердив другий випадок хвороби в країні..[322]
- Північна Македонія підтвердила перший випадок зараження в країні в жінки, яка нещодавно повернулася додому з Італії.[323]
- Норвегія підтвердила перший випадок хвороби в країні в особи, яка повернулася з Китаю.[324]
- Пакистан підтвердив перший випадок хвороби в країні у 22-річного чоловіка з провінції Сінд, який нещодавно повернувся з Ірану, та повідомив про другий випадок хвороби без додаткових подробиць.[325]
- Румунія повідомила про перший випадок хвороби в країні.[326]
- Росія повідомила про 3 випадки хвороби в колишніх пасажирів Diamond Princess, загальна кількість випадків зросла до 5.[327]
- Сінгапур підтвердив ще 2 випадки хвороби, загальна кількість випадків зросла до 93.[328]
- Іспанія підтвердила ще 5 випадків хвороби, у тому числі чоловіка, який був госпіталізований у Севільї після позитивного тесту, загальна кількість випадків зросла до 12. Це був перший підтверджений випадок у південному регіоні Андалусія.[329][330] Пізніше було підтверджено ще один випадок хвороби на Канарських островах.[331]
- Південна Корея підтвердила ще 169 випадків хвороби, загальна кількість випадків зросла до 1146.[332][333] Також було зареєстровано нову смерть, загальна кількість померлих зросла до 12. У другій половині дня країна повідомила про ще 115 заражень, загальна кількість випадків хвороби зросла до 1261.[334]
- Швеція повідомила про новий випадок хвороби, другий у країні.[335]
- Тайвань підтвердив новий випадок хвороби, загальна кількість випадків зросла до 32.[336]
- Таїланд підтвердив 3 нові випадки хвороби, загальна кількість випадків зросла до 40.[337]
- У Сполучених Штатах Америки підтверджено 3 нові випадки хвороби — один випадок місцевої передачі вірусу в Каліфорнії без історії подорожей, а інші 2 — колишні пасажири Diamond Princess, таким чином загальна кількість випадків досягла 60.[338]
- На борту Diamond Princess зареєстровано 14 нових підтверджених випадків хвороби, кількість випадків на борту корабля зросла до 705. За оцінками, на кораблі могло бути інфіковано більше пасажирів, ніж вважалося раніше.[339]
- Вперше хворобу завезено до Китаю з іншої країни; хворий приїхав з Ірану.[340]

### 27 лютого
Ситуаційний звіт ВООЗ № 38:
- Австрія повідомила про третій випадок хвороби в країні, перший у Відні.[342]
- Канада підтвердила першу передачу від людини до людини в Торонто, у чоловіка жінки, яка їздила до Ірану, загальна кількість випадків у країні зросла до 13.[343][344] Країна пізніше повідомила про ймовірний випадок хвороби у Квебеку. Пацієнт перед цим перебував у Іран. Цей імовірний випадок був першим у Квебеку, завдяки чому загальна кількість випадків досягла 14.[345]
- Китай через національну комісію охорони здоров'я повідомив про 433 нових випадки хвороби та 29 нових смертей на материку. З них 409 випадків і 26 смертей були в провінції Хубей.[346]
- Данія підтвердила перший випадок хвороби в країні в особи, яка нещодавно повернулася з Італії.[347]
- Естонія повідомила про перший випадок хвороби в країні в іранця, який нещодавно повернувся з Ірану.[348][349]
- Франція повідомила про 20 нових випадків хвороби, кількість випадків у країні зросла до 38.[350]
- У Німеччині зареєстровано ще один випадок у землі Північний Рейн-Вестфалія.[351] Увечері було повідомлено, що в тій же землі було 14 нових випадків хвороби, внаслідок чого загальна кількість випадків у Німеччині досягла 40.[352] До кінця дня кількість випадків у країні зросла до 45.
- Греція підтвердила ще 2 випадки хвороби, в дочки першого хворого та ще в однієї жінки в Афінах, загальна кількість випадків зросла до 3.[353]
- Гонконг повідомив про 2 нові випадки хвороби, обидві жінки інфіковані після відвідин гонконгського храму в центрі кластера COVID-19. Унаслідок цього загальна кількість випадків зросла до 93.[354]
- Іран повідомив, що на той день серед 141 інфікованої особи 22 померли.[355] Голова Комітету національної безпеки Ірану Моджтаба Золнур повідомив, що він інфікований.[356] Пізніше Іран повідомив про зростання кількості до 26 смертей і 245 випадків хвороби.[357] У віце-президента країни у справах жінок і сім'ї Масумех Ебтекар також був позитивний тест на коронавірус.[358]
- Ірак повідомив про новий випадок хвороби, пов'язаний з поїздкою до Ірану, шостий в країні та перший у Багдаді.[359] Сьомий випадок був підтверджений пізніше того ж дня в Кіркуку.[360]
- Ізраїль повідомив про новий випадок хвороби — в особи, яка їздила до Італії, загальна кількість випадків зросла до 3.[361]
- Італія повідомила, що ще 2 хворих померли, кількість померлих зросла до 14. Агентство цивільного захисту повідомило, що кількість підтверджених випадків зросла з 420 до 528.[362] Пізніше того ж дня було повідомлено, що ще 3 хворі померли, кількість смертей зросла до 17, а загальна кількість підтверджених випадків зросла до 650.[363] Наприкінці дня загальна кількість випадків зросла до 655.[364] У мера міста Боргоново-Валь-Тідоне П'єтро Маццоккі діагностували коронавірусну хворобу.[365]
- Японія повідомила про 17 нових випадків хвороби. Було підтверджено випадок повторного зараження COVID-19 у хворого, який раніше одужав. Загальна кількість випадків місцевої передачі вірусу зросла до 186.[366] Помер восьмий хворий, 80-річний житель північного острова Хоккайдо.[367] Крім того, прем'єр-міністр Сіндзо Абе попросив закрити всі початкові, середні та старші школи до кінця березня.[368]
- Кувейт підтвердив, що загальна кількість випадків у країні становила 43, і всі вони нещодавно їздили до Ірану.[369]
- Ліван повідомив про третій випадок хвороби в особи, яка прибула з Ірану.[370]
- Малайзія підтвердила новий випадок хвороби в жінки, яка нещодавно їздила до Японії, загальна кількість випадків зросла до 23. Це стало першим випадком, завезеним з Японії.[371][372]
- Нідерланди повідомили про перший випадок хвороби в країні в особи, яка каталася на лижах в Італії.[373]
- Нігерія підтвердила перший випадок хвороби в країні в громадянина Італії, який працював у Нігерії та повернувся з Мілана. Це був перший випадок коронавірусної хвороби в Африці на південь від Сахари.[374]
- Норвегія підтвердила 3 нові випадки хвороби, два в Осло та один у Берумі, внаслідок чого загальна кількість випадків зросла до 4.[375] 2 хворі повернулися з Італії, та один з Ірану.
- Оман повідомив про новий випадок хвороби, загальна кількість випадків у країні зросла до 5.[376] Пізніше того ж дня було підтверджено ще один випадок хвороби, який прибув з Ірану.[377]
- Сан-Марино підтвердило перший випадок хвороби.[378]
- Сінгапур підтвердив ще 3 випадки хвороби, загальна кількість випадків зросла до 96.[379]
- Південна Корея повідомила про 334 нові випадки хвороби, загальна кількість випадків зросла до 1595.[380] Пізніше було підтверджено 171 новий випадок, загальна кількість випадків зросла до 1766.[381]
- В Іспанії було зареєстровано новий випадок хвороби у Валенсії[382] та ще 2 в Мадриді.[383] Ще один випадок був зареєстрований у Барселоні.[384] До початку вечора загальна кількість підтверджених випадків зросла до 22.[385] Увечері у Валенсії було повідомлено про 6 нових випадків хвороби.[386]
- У Швеції було підтверджено 5 нових випадків хвороби: один у лені Уппсала[387], 3 у Вестра-Йоталанді та один у лені Стокгольм.[388]
- Швейцарія повідомила про виявлення ще нових випадків, загалом 6 підтверджених випадків у 5 кантонах.[389] До кінця дня загалом було виявлено 8 випадків хвороби.
- Об'єднані Арабські Емірати повідомили про одужання 2 хвороби і 6 нових випадків хвороби, загальна кількість випадків зросла до 19.[390] У країні також виявили 2 підозрюваних випадки, пов'язані з велогонкою «Тур ОАЕ», що призвело до скасування події.[391]
- Велика Британія підтвердила ще 2 випадки хворобі, які заразилисяі в Італії та на Тенерифе, загальна кількість випадків зросла до 15.[392] Увечері було підтверджено 16-ий випадок і перший випадок у Північній Ірландії, який прибув з Італії через Дублін.[393]

### 28 лютого
Ситуаційний звіт ВООЗ № 39:

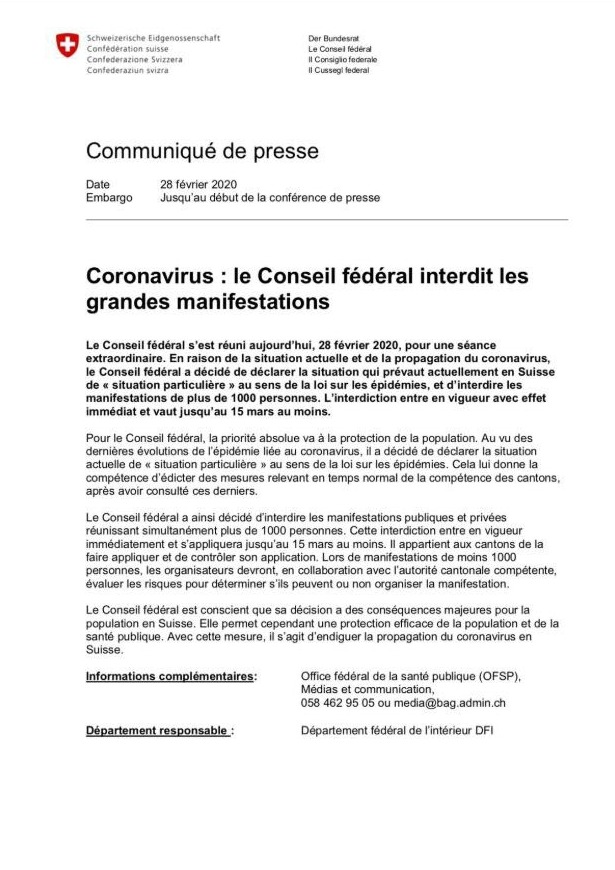
Прес-реліз уряду Швейцарії про заборону заходів за участю понад 1000 осіб (28 лютого 2020 року)

- Австралія підтвердила ще один випадок хвороби в колишнього пасажира Diamond Princess у Західній Австралії, внаслідок чого загальна кількість випадків досягла 24.[395]
- Азербайджан підтвердив перший випадок у громадянина Росії, який нещодавно повернувся з Ірану.[396]
- Бахрейн повідомив про 3 нових випадки хвороби, загальна кількість випадків зросла до 36.[397] Пізніше було підтверджено ще 2 випадки хвороби, обидва нещодавно прибули з Ірану, один із яких був громадянином Саудівської Аравії.[398]
- Білорусь підтвердила перший випадок хвороби у студента з Ірану.[399]
- Канада повідомила про 2 випадки хвороби в Онтаріо. Один з них їздив до Ірану, а інший відвідав Єгипет.[400][401][402][403] Загальна кількість випадків зросла до 16.
- Китай підтвердив ще 327 нових випадків хвороби, з яких 318 були в провінції Хубей. Зареєстровано 44 смерті, з яких 41 — у Хубеї, одна — у Сіньцзяні та 2 — у Пекіні.[404]
- Хорватія підтвердила 2 нові випадки хвороби, один був дівчиною першого хворого, а інший — дружиною третього хворого, внаслідок чого загальна кількість випадків досягла 5.[405]
- Данія повідомила про новий випадок хвороби, загальна кількість випадків зросла до 2.[406]
- Фінляндія підтвердила новий випадок хвороби, у додаток до трьох раніше підтверджених випадків.[407]
- Франція повідомила про 2 нові випадки хвороби, загальна кількість випадків зросла до 40.[408] Пізніше загальна кількість випадків зросла до 57.
- У Грузії підтвердили другий випадок хвороби у громадянина країни, який повернувся з Італії. Повідомлено, що на карантині перебували 18 осіб.[409]
- За словами офіційного представника міністерства охорони здоров'я, у Німеччині зареєстровано «майже 60 випадків» хвороби.[410]
- Греція підтвердила новий випадок хвороби, який нещодавно їздив до Італії. Він став четвертим випадком у країні.[411]
- Гонконг підтвердив новий випадок хвороби, пасажира Diamond Princess, загальна кількість випадків зросла до 94.[412]
- Ісландія підтвердила перший випадок хвороби в країні в особи, яка повернулася з Італії.[413]
- Іран підтвердив 143 нові випадки хвороби та 6 смертей, загалом 388 випадків та 32 смерті.[414] У 4 членів парламенту підтвердився позитивний результат тестування на коронавірус, у доповнення до двох, які вже заявили про свою хворобу.[415]
- Ірак підтвердив восьмий випадок хвороби в країні в жінки, яка нещодавно повернулася з Ірану.[416]
- Ізраїль підтвердив новий випадок хвороби, другий у країні, діагноз поставили дружині попереднього випадку.[417] Пізніше було підтверджено ще 5 випадків хвороби, кількість випадків зросла до 7. Одним із нових випадків був ізраїльтянин, який одужав у Японії, і йому знову поставили діагноз після повернення.[418]
- Італія повідомила, що ще 4 хворі померли, внаслідок чого кількість померлих зросла до 21. Кількість підтверджених випадків зросла з 650 (напередодні) до 888.[419]
- Японія повідомила про ще одну смерть, загальна кількість смертей зросла до 5.[420] Також підтвердили 12 нових випадків хвороби на Хоккайдо. Пізніше Японія також підтвердила ще одну смерть уродженця Великої Британії на борту Diamond Princess, який став першим іноземним померлим на круїзному лайнері.[421]
- Кувейт повідомив про 2 нових випадки хвороби, кількість випадків хвороби зросла до 45.[422]
- Ліван підтвердив четвертий випадок хвороби в країні в сирійця, що стало першим випадком місцевої передачі вірусу.[423]
- Литва підтвердила перший випадок хвороби в країні в жінки, яка повернулася з Італії.[424]
- Малайзія підтвердила ще 2 випадки хвороби, загальна кількість випадків зросла до 25.[425]
- Мексика підтвердила перші 2 випадки хвороби в країні, один у Мехіко та один у Кульякані.[426][427] Обидва випадки зареєстровані в осіб, які нещодавно повернулися з поїздки до італійського міста Бергамо.[428]
- Уряд Монако підтвердив перший випадок хвороби у князівстві.[429]
- У Новій Зеландії підтвердили перший випадок зараження в країні — особу, яка повернулася з Ірану до Окленда на початку тижня.[430][431]
- Нідерланди підтвердили другий випадок хвороби в країні.[432]
- Норвегія підтвердила ще 2 випадки хвороби, причому другий має серйозні наслідки. По-перше, було підтверджено, що особа з Бергена, яка повернулася з Італії, мала позитивний тест на коронавірус. Пізніше було підтверджено, що особа, яка працювала в лікарні Уллевол в Осло, також отримала позитивний результат тестування після повернення з Італії. Відповідно до стандартних рекомендацій, йому сказали вийти на роботу, оскільки у нього не було симптомів, і він працював зі значною кількістю пацієнтів протягом кількох днів, перш ніж підтвердився позитивний результат тесту. На той день у Норвегії було 6 підтверджених випадків хвороби.[433]
- Румунія підтвердила 2 нових випадки хвороби, обидва нещодавно повернулися з Італії.[434]
- Сінгапур підтвердив ще 2 випадки хвороби, загальна кількість випадків зросла до 98.[435]
- Іспанія підтвердила нові випадки хвороби, кількість випадків збільшилася до 32: 5 у Мадриді, 8 у Валенсії, 6 на Канарських островах, 6 у Каталонії, один на Балеарських островах, 6 в Андалусії, один в Арагоні та 2 в Кастилії та Леоні.[436]
- Південна Корея підтвердила 256 нових випадків хвороби, внаслідок чого загальна кількість інфікованих у країні досягла 2022. З нових випадків 182 були в Тегу.[437] Було зареєстровано 3 нові смерті, кількість випадків зросла до 16. Пізніше кількість нових випадків зросла на 315, загальна кількість випадків зросла до 2337.[438]
- Швеція підтвердила ще 4 випадки хвороби, загальна кількість випадків хвороби у країні зросла до 11.[439]
- У Швейцарії кількість випадків хвороби зросла до 15.[440]
- Тайвань підтвердив ще 2 випадки хвороби, загальна кількість випадків зросла до 34.[441]
- Таїланд підтвердив новий випадок хвороби, загальна кількість випадків зросла до 41.[442]
- Велика Британія повідомила про 17-ий і 18-ий випадки хвороби в осіб, які прибули з Ірану, і про 19-й випадок і перший в Уельсі, який приїхав з Північної Італії.[443] Увечері було підтверджено 20-ий випадок, перший випадок передачі у Великій Британії з невідомого джерела.[444]
- Сполучені Штати Америки підтвердили ще 4 випадки хвороби, включаючи 2 колишніх пасажирів Diamond Princess.[445] Пізніше влада штату Вашингтон підтвердила 2 нові ймовірні випадки, загальна кількість випадків зросла до 66. Один з них нещодавно повернувся з Південної Кореї, а інший випадок не був пов'язаний з поїздками, і заразився місцево.[446][447]
- SARS-CoV-2 був вперше виявлений у сльозах і кон'юнктивальних виділеннях (рожеві очі) пацієнта. Це було виявлено лише в одного з 30 пацієнтів, які пройшли тестування. У витягу з дослідження зазначено: «У дослідженні цього невеликого зразка ми використовували тестовий папір для кон'юнктиви, щоб отримати сльози та кон'юнктивальний секрет 30 пацієнтів для стандартного ПЛР-тесту. Лише в одного пацієнта із кон'юнктивітом знайдено вірусну РНК як у його сльозовій рідині, так і кон'юнктивальному секреті».[448]

### 29 лютого
Ситуаційний звіт ВООЗ № 40:
- Австралія підтвердила ще один випадок хвороби, загальна кількість випадків зросла до 25.[450]
- Австрія підтвердила 4 нові випадки хвороби, загальна кількість випадків зросла до 10.[451]
- Азербайджан повідомив про 2 нових випадки хвороби, обидва нещодавно повернулися з Ірану.[452]
- Бахрейн підтвердив 3 нові випадки хвороби, всі вони їздили до Ірану, загальна кількість випадків зросла до 41.[453]
- Бразилія підтвердила другий випадок хвороби в 32-річного чоловіка, який прибув з італійського міста Мілан.[454]
- Канада підтвердила 4 нових випадки хвороби (3 в Онтаріо) і один у Британській Колумбії, загальна кількість випадків зросла до 20.[455][456]
- Китай підтвердив 427 нових випадків хвороби, 423 з яких були в провінції Хубей, загальна кількість випадків зросла до 79251. Кількість смертей збільшилася на 47 до 2835.[457]
- Хорватія підтвердила шостий випадок хвороби, близький родич третього та п'ятого хворих.[458]
- Данія підтвердила третій випадок хвороби в країні в особи, яка нещодавно повернулася з поїздки до Мюнхена в Німеччині, де вона контактувала з якоюсь особою, у якої пізніше підтвердилось інфікування.[459]
- Еквадор підтвердив перший випадок хвороби в жінки, яка нещодавно повернулася з поїздки до Іспанії.[460]
- Франція підтвердила 16 нових випадків хвороби, загальна кількість випадків зросла до 73.[461] Пізніше Було підтверджено ще нові випадки, кількість випадків зросла до 100.[462]
- Грузія підтвердила один новий випадок хвороби, загальна кількість випадків зросла до 3.[463]
- Кількість підтверджених випадків хвороби в Німеччині зросла до 66.[464]
- Греція підтвердила 3 нових випадки хвороби, 2 з яких були тісними контактами з попереднім підтвердженим випадком, інший їздив до Італії.[465]
- Іран підтвердив 205 нових випадків хвороби і 9 нових смертей, загальна кількість зросла до 593 інфікованих і 43 смертей.[466]
- Ірак підтвердив 5 нових випадків хвороби, загальна кількість випадків зросла до 13. 4 з них були зареєстровані в Багдаді, а п'ятий — у провінції Бабіль.[467]
- Ірландія підтвердила перший випадок хвороби в країні, пов'язаний з поїздкою до північної Італії.[468]
- Італія підтвердила 239 нових випадків хвороби і 8 нових смертей, загальна кількість зросла до 1128 випадків і 29 смертей.[469]
- Ліван підтвердив ще 3 випадки хвороби, загальна кількість випадків зросла до 7.[470]
- Люксембург підтвердив перший випадок хвороби в країні.[471]
- Мексика підтвердила ще 2 випадки хвороби: один у чоловіка із Мехіко, який брав участь у тій самій поїздці до Бергамо в Італія, що й перші 2 інфікованих[472][473], і жінка з Коауїли, яка їздила до Мілана між січнем і лютим[474], внаслідок чого загальна кількість випадків хвороби досягла 4.
- Нідерланди підтвердили 4 нові випадки хвороби, загальна кількість випадків зросла до 6.[475] Пізніше було підтверджено сьомий випадок хвороби.[476]
- Норвегія підтвердила 9 нових випадків хвороби, загальна кількість випадків зросла до 15.[477]
- Пакистан підтвердив ще 2 випадки хвороби, загальна кількість випадків зросла до 4. Один з них з Карачі, та нещодавно їздив до Ірану, а інший випадок був у федеральному столичному окрузі.[478]
- Катар підтвердив перший випадок хвороби у громадянина країни, який нещодавно повернувся з Ірану.[479]
- Сінгапур підтвердив ще 4 випадки хвороби, загальна кількість випадків зросла до 102.[480]
- Південна Корея підтвердила ще 594 випадки хвороби, загальна кількість випадків зросла до 2931.[481] Пізніше ця кількість зросла, коли було зареєстровано ще 219 випадків, загальна кількість випадків зросла до 3150. Було підтверджено ще одну смерть, загальна кількість померлих зросла до 17.[482] Також було підтверджено перший випадок повторного зараження.[483]
- Іспанія підтвердила ще 26 випадків хвороби, загальна кількість випадків зросла до 58.[484]
- Швеція повідомила про 2 нові випадки хвороби, загальна кількість випадків зросла до 13.[485]
- Швейцарія підтвердила ще 3 випадки хвороби, загальна кількість випадків зросла до 18.[486]
- Тайвань підтвердив ще 5 випадків хвороби, загальна кількість випадків зросла до 39.[487]
- Таїланд підтвердив ще один випадок хвороби, загальна кількість випадків зросла до 42.[488]
- Велика Британія підтвердила 3 нові випадки, загальна кількість випадків зросла до 23.[489]
- Сполучені Штати Америки підтвердили першу смерть у країні в чоловіка зі штату Вашингтон поблизу Сіетла.[490] Країна також повідомила про ще 2 випадки хвороби, загальна кількість випадків зросла до 68.[491]

## Резюме
Нижче наведено список країн і територій, які підтвердили перші випадки хвороби за лютий 2020 року.
- 4 лютого: Бельгія
- 14 лютого: Єгипет
- 19 лютого: Іран
- 21 лютого: Ізраїль, Ліван
- 24 лютого: Афганістан, Бахрейн, Ірак, Кувейт, Оман
- 25 лютого: Алжир, Австрія, Бразилія, Хорватія, Швейцарія
- 26 лютого: Грузія, Греція, Північна Македонія, Норвегія, Пакистан, Румунія
- 27 лютого: Данія, Естонія, Нідерланди, Нігерія, Сан-Марино
- 28 лютого: Азербайджан, Білорусь, Ісландія, Литва, Мексика, Монако, Нова Зеландія
- 29 лютого: Еквадор, Ірландія, Люксембург, Катар